# Olejek spikowy

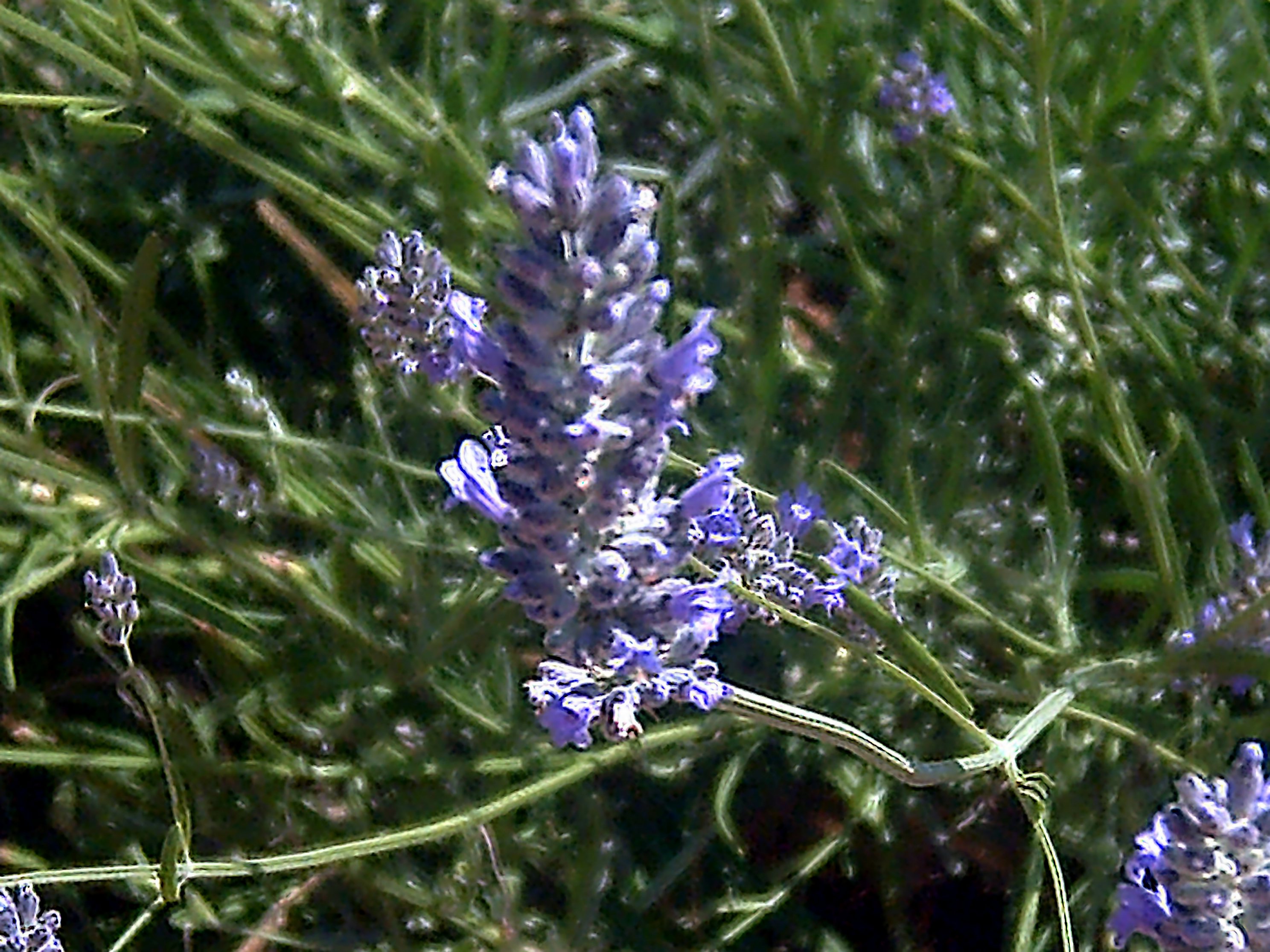
Lawenda spika (szerokolistna; Lavandula latifolia Medik.); Dehesa Boyal de Puertollano, España, czerwiec 2010

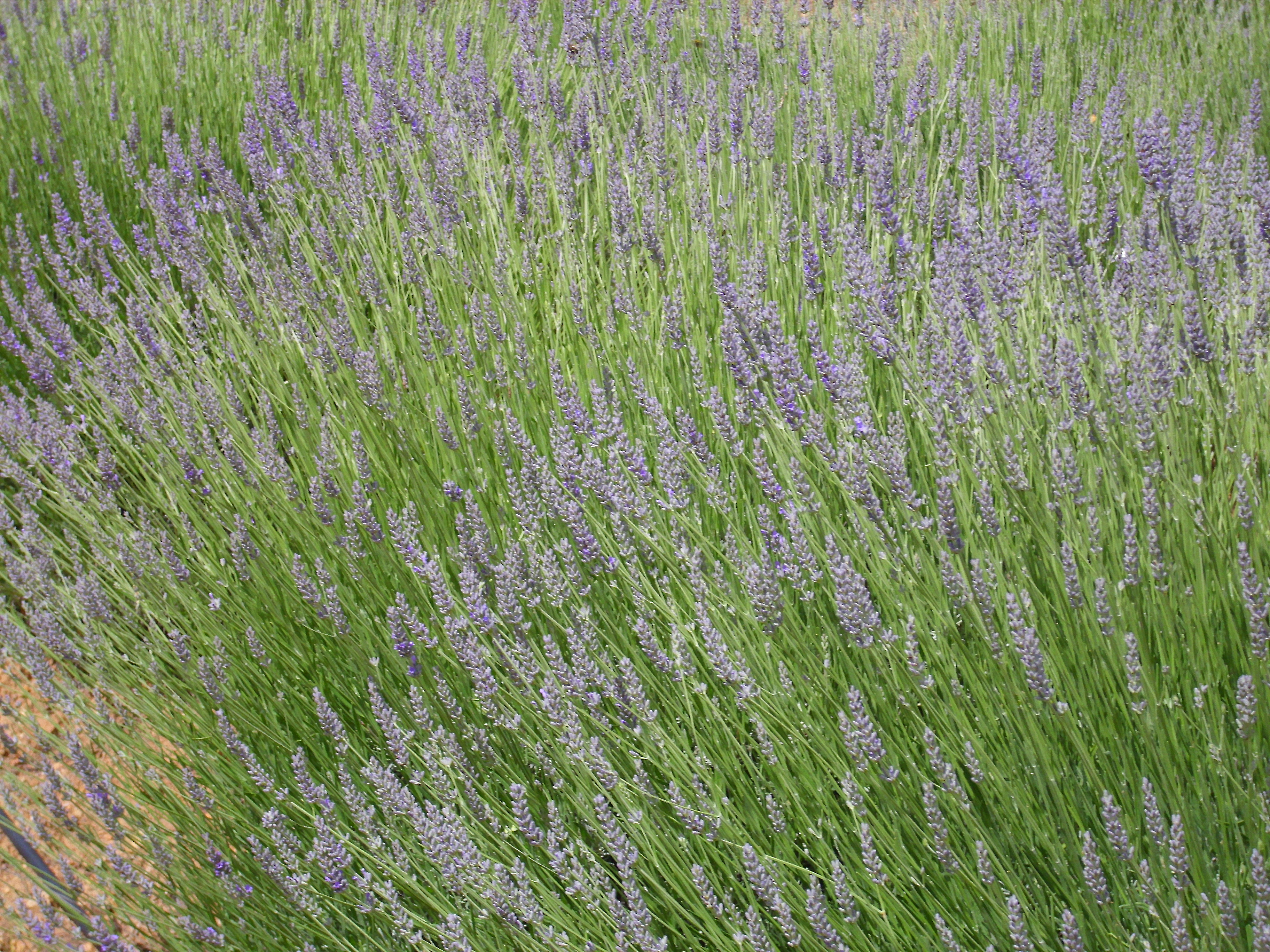
Lawenda spika

Położenie Prowincji Cuenca

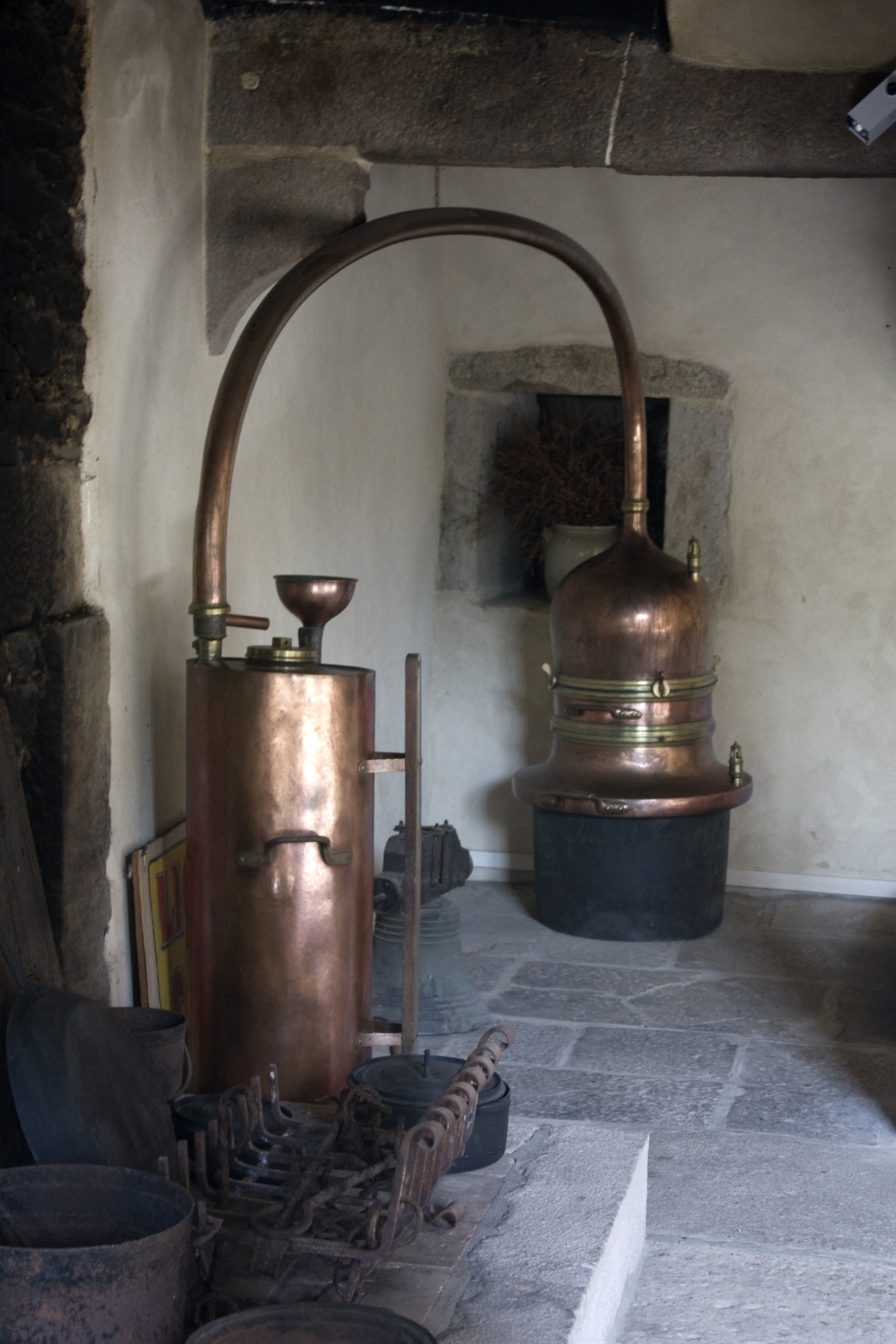
Alembik

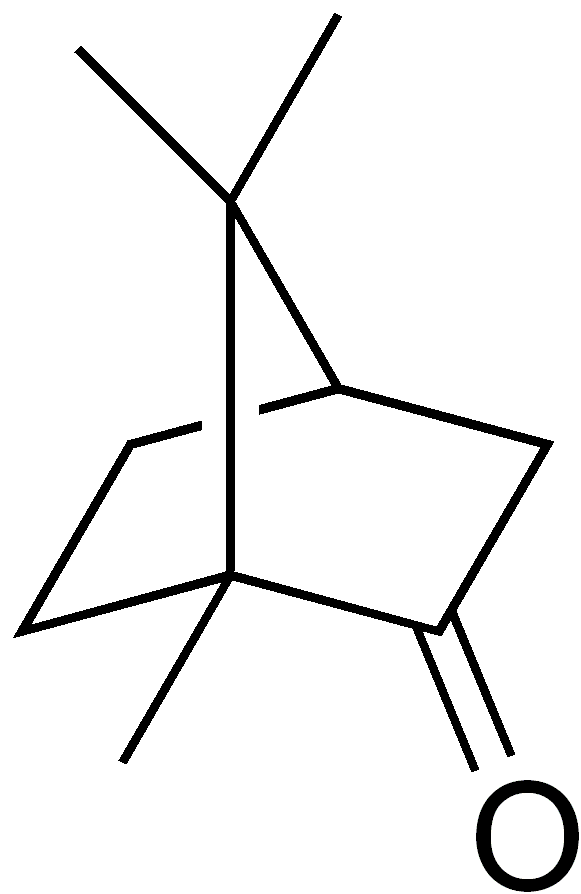
Kamfora

Borneol

Linalol

Octan linalilu

Olejek spikowy (łac. Oleum Spicae) – olejek eteryczny pozyskiwany z lawendy spiki (lawenda szerokolistna, Lavandula latifolia Medik.). Jest produkowany głównie w południowo-wschodnich prowincjach Hiszpanii. Olejek pozyskuje się metodą destylacji z parą wodną. Ma zapach kamforowy, przypominający zapach olejku lawendowego (z lawendy wąskolistnej Lavandula angustifolia) i rozmarynowego (z rozmarynu lekarskiego Rosmarinus officinalis L.). Jest stosowany np. do perfumowania tańszych gatunków mydeł.

## Lawenda spika
Lawenda spika rośnie dziko w dużych ilościach na terenach południowo-wschodniej Hiszpanii (w pobliżu wybrzeża Morza Śródziemnego) i, na mniejszych obszarach, w południowej Francji (Alpy Nadmorskie). Jest rzadko spotykana we Włoszech i w Dalmacji. W Polsce istnieją tereny, na których lawenda spika mogłaby być uprawiana, jednak uważa się, że nie byłoby to opłacalne (cena olejku spikowego jest zbyt niska).

## Pozyskiwanie olejku
Kwiaty są ścinane wraz z łodygami i poddawane destylacji z parą wodną w kotłach destylacyjnych:
- bezpośrednio ogrzewanych ogniem, w których rośliny są zalewane wodą (wydajność ok. 0,9%),
- w których surowiec jest układany na rusztach, a para jest dostarczana z odrębnego źródła (wydajność nieco ponad 1%).

Wydajność i właściwości olejku są zależne od położenia terenu oraz pory roku i pogody w czasie uprawy i zbiorów. Najlepszą jakość ma surowiec z wyżej położonych, środkowych części Prowincji Cuenca, Guadalajara i Soria.

## Skład chemiczny olejku
W olejku spikowym zidentyfikowano ponad 40 różnych związków chemicznych. Składnikami ilościowo dominującymi są alkohole, np. linalol, cineol, borneol. Zawartość octanu linalilu i innych estrów, decydująca o jakości olejków z lawendy wąskolistnej, jest bardzo mała, natomiast znaczna jest zawartość kamfory, która niemal nie występuje w olejku lawendowym. Stężenia poszczególnych składników olejku są zależne od miejsca i pory zbiorów (np. wysokości nad poziomem morza i pogody) oraz od sposobu przygotowania surowca do destylacji i warunków destylacji.
| Związek chemiczny | olejek spikowy 1 (Francja) | olejek spikowy 1 (Francja) | olejek spikowy 2 (Iran) | olejek spikowy 2 (Iran) | francuski olejek lawendowy | francuski olejek lawendowy |
|                   | minimum                    | maksimum                   | kwiaty świeże           | kwiaty suszone          | minimum                    | maksimum                   |
| L-linalol         | 25                         | 50                         | 31,9                    | 30,6                    | 25                         | 38                         |
| 1,8-cineol        | 1,8                        | 20 – 35                    | 18,8                    | 20,9                    | *                          | 1                          |
| borneol           | *                          | *                          | 10,1                    | 8,9                     | *                          | *                          |
| kamfora           | 8                          | 20                         | *                       | *                       | ślady                      | 0,5                        |
| octan linalilu    | ślady                      | 1                          | *                       | *                       | 25                         | 45                         |
| α-terpineol       | 0,5                        | 3                          | *                       | *                       | *                          | *                          |

## Właściwości olejku
Olejek jest żółtawą (według innych źródeł bezbarwną do zielonożółtej) cieczą o temperaturze wrzenia 183 °C (760 mm Hg) i temperaturze zapłonu 60,56 °C (według innych źródeł: 58 ± 2 °C lub 57 °C). Jego zapach jest określany jako kamforowy, przypominający zapach olejku lawendowego i rozmarynowego. Używane są też określenia: zapach świeży, kwiatowy, kamfory z nutą olejku eukaliptusowego i linalolu albo agrestowy, lekko cineolowy, mniej lub bardziej kamforowy. W kontakcie ze skórą działa drażniąco i może powodować uczulenia (istnieją podejrzenia działania rakotwórczego). Toksyczności skórnej i inhalacyjnej dla człowieka nie określono; LD50 dla szczurów wynosi 3,8 g/kg (toksyczność słaba/średnia).
Poniżej zamieszczona tabela zawiera informacje o innych właściwościach fizykochemicznych olejków hiszpańskich i francuskich, określanych w różnych laboratoriach. 
| Właściwość                                        | Olejki hiszpańskie najlepszej jakości (A) | Olejki hiszpańskie niższej jakości (A) | Olejki hiszpańskie różne, analizowane w f. Fritzsche Brothers (A) | Olejki francuskie (B)                                                     |
| gęstość wzgl. wody d15/15                         | 0,900 – 0,905                             | 0,910 – 0,920                          | 0,899 – 0,911                                                     | 0,905 – 0,9176                                                            |
| skręcalność αD                                    | nieczynne lub lewoskrętne do −7°30'       | nieczynne lub prawoskrętne do +8°      | −7°25' do +1°9'; zwykle od −3° do ok. 0°                          | od −2° do +6°44' (rzadko lewoskrętny, pierwsze 10% destylatu: do +10°40') |
| współczynnik załamania światła nD                 | *                                         | *                                      | 1,4624 – 1,4679                                                   | 1,464 – 1,468                                                             |
| zawartość alkoholi w przeliczeniu na linalol      | 35 – 40%                                  | około 30%, niekiedy do 25%)            | 34,0 – 38,5%                                                      | 30,4 – 36,9%                                                              |
| zawartość estrów w przeliczeniu na octan linalilu | *                                         | *                                      | 1,8 – 3,3%                                                        | *                                                                         |
| rozpuszczalność w alkoholu etylowym               | zwykle 1 obj. / 3 obj. alkoholu 65°       | 1 obj. / 2 obj. alkoholu 70°           | 1 obj. / 3 – 4,5 obj. 65°                                         | 1 obj. / 1,7 – 3 obj. 70° lub więcej                                      |

## Zastosowania
Olejek spikowy jest stosowany jako składnik kompozycji zapachowych do produkcji odświeżaczy powietrza wnętrz, dezodorantów, mydeł i środków do prania. Uważa się, że działanie terapeutyczne tego olejku jest podobne do działania olejku lawendowego oraz olejku z hybrydy Lavandula angustifolia i Lavandula latifolia (olejek lawandynowy); olejki te działają np. uspokajająco, przeciwbólowo, odkażająco i przeciwstresowo, a zastosowane na skórę np. przeciwzapalnie, antyseptycznie  i dezodorująco.